# Naša pesem
Naša pesem je bienalno državno tekmovanje odraslih pevskih zasedb, ki se ga lahko udeležijo zasedbe iz Slovenije in slovenske zasedbe iz tujine. V sodelujočih zborih smejo pevci sodelovati le ljubiteljsko.

## Pravila
Tekmovanja se lahko udeležijo zasedbe iz Slovenije in slovenske zasedbe iz tujine. Sodelujejo lahko male pevske skupine (od štiri do enajst pevcev) in zbori z najmanj 12 pevci. Pevci, ki se udeležijo tekmovanja, smejo v zboru delovati le ljubiteljsko, zborovodje pa so lahko poklicni glasbeniki.

## Zgodovina
Prvo večje srečanje pod imenom Naša pesem je bilo organizirano leta 1962 v Mariboru, na katerem je sodelovalo enajst pevskih zborov iz vseh jugoslovanskih republik, vendar ni imelo tekmovalnega značaja. Prvo tekmovanje je bilo 24. in 25. oktobra 1970 v Dvorani Union v Mariboru, udeležilo se ga je 17 zasedb. Do leta 1992 je bilo v unionski dvorani izvedenih 12 tekmovanj, ki so potekala vsako drugo leto. Nato je bilo naslednje leto, 1993, spet izvedeno tekmovanje, tokrat v Dvorani Slovenske Filharmonije v Ljubljani. Po tej izvedbi se je Naša pesem leta 1995 vrnila v Maribor, kjer je tudi ostala.  Še dvakrat je prišlo do prekinitve dvoletnega cikla: prvič leta 2010 (namesto 2009) in nato še leta 2020, ko je bilo tekmovanje odpovedano zaradi ukrepov za zajezitev pandemije Covid-19.